# Theretra gordius
Theretra gordius är en fjärilsart som beskrevs av Stoll 1782. Theretra gordius ingår i släktet Theretra och familjen svärmare. Inga underarter finns listade i Catalogue of Life.